# Középpajzs
A középpajzs a boglárpajzs és a főpajzs között elhelyezkedő pajzs a címerben. A boglárpajzs és a középpajzs
a 15. század második felében jelent meg. A családi címer általában a legelőkelőbb helyet foglalja el a
boglárpajzson, míg a középpajzson és a főpajzson vagy hátsó pajzson (de: Rückeschild) a kevésbé fontos címerek
találhatók. A középpajzs nem tévesztendő össze a pajzsocska (de: Schildlein) címerképpel.
Névváltozatok:
de: Mittelschild

Rövidítések:

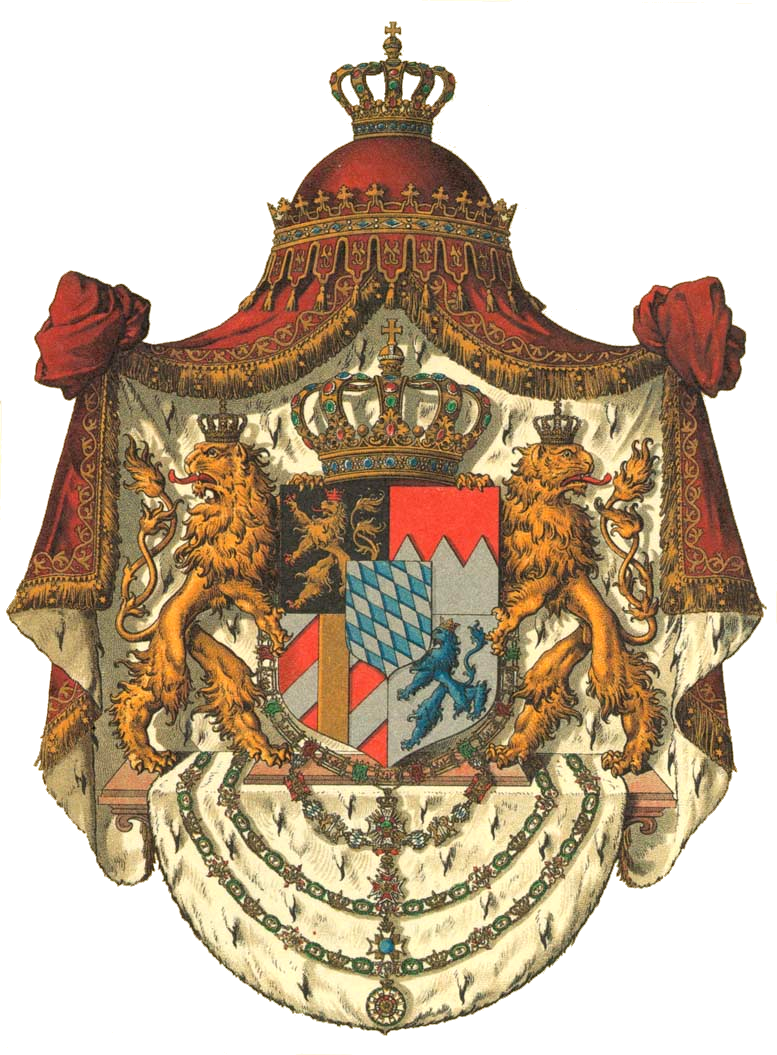
A bajor királyi ház címere, mint középpajzs a Bajor Királyság címerében (1890 körül)

A középpajzs általában a pajzs közepén helyezkedik el, ritkábban valamivel feljebb vagy lejjebb található. Ha nincs
boglárpajzs, amely mindig egy kisméretű pajzs, az ennél nagyobb méretű középpajzs tartalmazza a fő- vagy családi címert, a törzsbirtok vagy a nagyszülők címerét, az országcímereknél az uralkodó dinasztia családi vagy anyaországának címerét.
A tartományi, családi és hivatali címerek egyesítésénél az utóbbiak a középpajzsra kerülnek. A kegyúri címerek akkor kerülnek
a középpajzsra, ha a tartományúr címeréről vagy annak egy részéről van szó.